# Цент (музика)

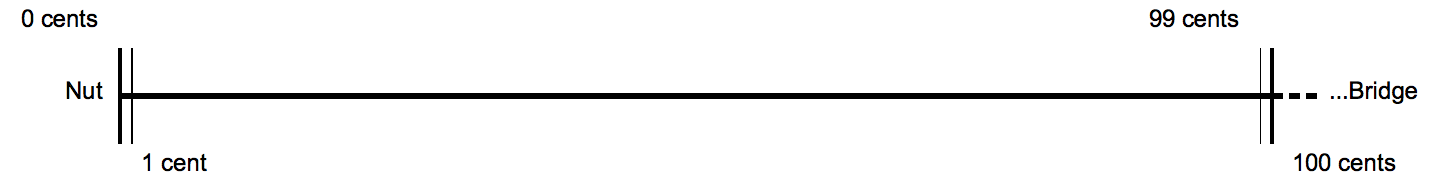
Один цент в порівнянні до півтону в скороченому Монохорді.

Цент — в музиці, одиниця логарифмічної шкали відносної висоти звуку або інтервалів. 1200 центів становлять октаву, рівномірно темперований півтон складається зі 100 центів. Відстань у центах між двома нотами з частотами a і b знаходиться за формулою:
{\displaystyle n=1200\log _{2}\left({\frac {a}{b}}\right)\approx 3986\log _{10}\left({\frac {a}{b}}\right)}
Відношення частоти нот a і b, які відрізняються на один цент, дорівнює 1:21/1200, або приблизно 1,0005777895.

## Застосування

Порівняння of рівномірно-темперованого (чорним) і Піфагорійського (зеленим) інтервалів, показує зв'язок між відношеннями частот і значень інтервалів, в центах.

Так само як і децибели пов'язані з інтенсивністю, цент це відношення між двома близькими частотами. Для того, щоб відношення залишалося сталим в спектрі частот, діапазон частот, який охоплює цент має бути пропорційним двом частотам. Рівномірно-темперований півтон (інтервал між двома сусідніми клавішами піаніно) охоплює за визначенням 100 центів. Дві ноти октави, що мають співвідношення 2:1 — охоплюють дванадцять напівтонів, таким чином це становить 1200 центів. Оскільки частота при додаванні одного цента просто множиться на стале значення цента, а 1200 центів збільшують частоту вдвічі, співвідношення частот в одному окремому центі буде точно дорівнювати 21⁄1200 = 1200√2, 1200-й корінь з двійки, що приблизно становить 1.0005777895.
Якщо відомі значення частот a і b для двох нот, кількість центів, що вимірюють інтервал від a до b розраховується наступною формулою (аналогічно до визначення децибела):
{\displaystyle n=1200\cdot \log _{2}\left({\frac {b}{a}}\right)}
Аналогічно, якщо відома нота a і число n в центах інтервалу від a до b, тоді b можна розрахувати наступним чином:
{\displaystyle b=a\times 2^{\frac {n}{1200}}}
Для порівняння різних систем настроювання, конвертують різні за розміром інтервали в центи. Наприклад, в натуральному строї велика терція представлена співвідношенням частот 5:4. Застосовуючи формулу вище, отримаємо що це становить приблизно 386 центів. Еквівалентний інтервал в рівномірно-темперованому піаніно становитиме 400 центів. Різниця, 14 центів, становить приблизно сьомої частини півтону, і сприймається легко на слух.